# プルータス・マネジメントアドバイザリー
株式会社プルータス・マネジメントアドバイザリー（PLUTUS Management Advisory Co., Ltd.）は、日本の中堅・中小企業を対象とした独立系M&Aアドバイザリー会社。2017年にトーマツ、プルータス・コンサルティング出身の門澤慎によって設立。

## 概要
仲介ではなくワンサイドの専属アドバイザーとしてM&A・事業継承のアドバイザリー業務を提供し、クライアントの利益を最大化する。
- 売り手へのアドバイザリー
  - 親族外事業承継アドバイザリー
  - 子会社、ノンコア事業の売却　組織再編アドバイザリー
  - ベンチャー企業のM&AによるEXITを目指す、M&Aアドバイザリー

- 買い手へのアドバイザリー
  - 買い手に対する戦略的M&Aアドバイザリー

グループ会社には、企業価値評価の専門機関である株式会社プルータス・コンサルティング、CXO支援に特化した経営戦略アドバイザリーを行うプロフィンクス株式会社があり、グループシナジーを効かせた様々な案件を取り扱っている。LSEG発表の中規模市場日本M&Aレビュー(2024通年)では、プルータス・グループが2位にランクイン。

## 沿革
- 2017年
  - 1月 - 株式会社プルータス・マネジメントアドバイザリーを設立。
- 2024年
  - 6月 - 本社を霞が関ビルディング35階に移転。

## 代表門澤の主な出版物
- 『社長、会社を誰に、どう継がせますか？』（かんき出版）
- 『企業価値評価の実務Q&A』（中央経済社）
- 『事業承継における非上場企業の株式価値評価の研究～日本における年買法の実態調査と実証分析～』（論文）
- 『コスト・アプローチの評価プロセスごとに整理 PPAにおける機械設備評価のポイント』（旬刊経理情報No.1323、中央経済社）